# Prelesje (gmina Črnomelj)
Prelesje – wieś w Słowenii, w gminie Črnomelj. W 2018 roku liczyła 17 mieszkańców.